# Rechtsanwaltsliste
Die Rechtsanwaltsliste (auch vereinfacht Anwaltsliste genannt) war ein Verzeichnis der bei einem Gericht zugelassenen Rechtsanwälte. Mit der Reform der Bundesrechtsanwaltsordnung (BRAO) durch das Gesetz zur Stärkung der Selbstverwaltung der Rechtsanwaltschaft ist am 1. Juni 2007 an ihre Stelle das von den Rechtsanwaltskammern geführte elektronische Rechtsanwaltsverzeichnis getreten.

## Geschichte
Bis zum 31. Mai 2007 wurde jeder Rechtsanwalt in Deutschland bei genau einem Gericht zugelassen (§ 33 Abs. 1 Satz 1 BRAO). Jedes ordentliche Gericht (Amts-, Land-, Oberlandes-, Kammergericht und der Bundesgerichtshof) führte eine Liste der bei ihm zugelassenen Rechtsanwälte. Die rechtliche Grundlage dafür fand sich in § 31 BRAO.

## Eintragung in die Rechtsanwaltsliste
Der Rechtsanwalt wurde in die Liste eingetragen, sobald er vereidigt war, seinen Wohnsitz angezeigt hatte und eine Kanzlei eingerichtet hatte (soweit er nicht von dieser Pflicht befreit war).
Die Eintragung in die Rechtsanwaltsliste war Voraussetzung für die Befugnis des Rechtsanwalts, die Anwaltstätigkeit auszuüben (§ 32 Abs. 1 BRAO). In der Ausübung seiner Tätigkeit war er nicht auf das Gericht beschränkt, bei dem er zugelassen war, mithin in dessen Liste er geführt wurde.

## Informationen in der Rechtsanwaltsliste
Die Rechtsanwaltsliste enthielt Informationen über
- den Zeitpunkt von Zulassung und Vereidigung,
- den Wohnsitz,
- den Kanzleisitz und
- die Erlaubnis
  - auswärtige Sprechtage abzuhalten,
  - eine Zweigstelle einzurichten sowie
  - weitere Befreiungen nach der Bundesrechtsanwaltsordnung.

## Löschung in der Rechtsanwaltsliste
Der Rechtsanwalt wurde nach § 36 BRAO in der Rechtsanwaltsliste gelöscht, bei
- Tod des Rechtsanwaltes,
- Erlöschen der Zulassung und
- Widerruf der Zulassung.